# Pérani
Pérani (Perani) är en ort i Grekland.   Den ligger i prefekturen Nomós Piraiós och regionen Attika, i den sydöstra delen av landet, 22 km väster om huvudstaden Aten. Pérani ligger 183 meter över havet och antalet invånare är 226. Den ligger på ön Salamis.
Terrängen runt Pérani är kuperad åt nordväst, men åt sydost är den platt. Havet är nära Pérani söderut.  Närmaste större samhälle är Pireus, 14,7 km öster om Pérani. 